# Сольдини, Феличе
Феличе Сольдини (итал. Felice Soldini; 1 января 1915 — январь 1971) — швейцарский футболист, игравший на позиции защитника за команды «Лугано» и «Беллинцона».
В составе сборной Швейцарии сыграл 1 матч — участник чемпионата мира 1950 года.

## Карьера
Феличе Сольдини начинал футбольную курьеру в клубе «Лугано», а затем выступал за команду «Беллинцона», с которой в 1948 году выиграл национальный чемпионат.
В составе сборной Швейцарии Феличе провёл один матч, дебютировав 18 сентября 1949 года в отборочном турнире чемпионата мира против Люксембурга. В 1950 году он отправился со сборной на чемпионат мира в Бразилию, став самым возрастным игроком в команде в возрасте 35 лет. На турнире Сольдини был резервным игроком, поэтому не сыграл ни одного матча — его команда заняла только третье место и не смогла выйти в финальную часть чемпионата.
Умер в январе 1971 года в возрасте 56 лет во время туристической поездки в Аргентине.

## Достижения
«Беллинцона»
- Чемпион Швейцарии: 1947/48